# Electric Earthquake
Electric Earthquake je sedmý ze sedmnácti animovaných technicolorových krátkých filmů, které vycházely z postavičky Supermana vytvořené pro komiksovou společnost DC Comics autory Jerrym Siegelem a Joem Shusterem. Film vytvořila společnost Fleischer Studios, je dlouhý osm minut a jeho dějovým obsahem je Supermanova snaha zastavit šílence, který se snaží zničit Manhattan elektronicky vytvářenými zemětřeseními. Premiéru měl film 15. května 1942.